# Canton de la Barthe-de-Neste
Le canton de la Barthe-de-Neste est un ancien canton français situé dans le département du Hautes-Pyrénées et la région Midi-Pyrénées.

## Composition
Le canton était composé des 20 communes suivantes :
- Arrodets
- Asque (Hautes-Pyrénées)
- Avezac-Prat-Lahitte
- La Barthe-de-Neste (chef-lieu)
- Batsère
- Bazus-Neste
- Bulan
- Escala
- Esparros
- Espèche
- Gazave
- Hèches
- Izaux
- Labastide
- Laborde
- Lomné
- Lortet
- Mazouau
- Montoussé
- Saint-Arroman

## Administration

### Conseillers d'arrondissement (de 1833 à 1940)
| Période                                  | Période | Identité     | Étiquette   | Qualité |
| ---------------------------------------- | ------- | ------------ | ----------- | --- |
| 1833                                     | 1836    | Maxime Vaqué |             | Juge de paix à Bagnères                                                                                     |
| 1836                                     | 1848    | François Rey |             | Propriétaire, maire de Lortet                                                                               |
|                                          |         |              |             | |
| 1880                                     |         | Pierre Lavit | Républicain | Propriétaire à La Barthe, lieutenant de louveterie                                                          |
|                                          |         |              |             | |
|                                          | 1940    | M. Morère    | Modéré      | |
| 1940                                     |         |              |             | Les conseils d'arrondissement ont été suspendus par la loi du 12 octobre 1940 et n'ont jamais été réactivés |
| Les données manquantes sont à compléter. |         |              |             | |

### Conseillers généraux de 1833 à 2015
| Période | Période                   | Identité                                      | Étiquette           | Qualité                                                                                       |
| ------- | ------------------------- | --------------------------------------------- | ------------------- | --------------------------------------------------------------------------------------------- |
| 1833    | 1836                      | Auguste de Fiancette baron d'Agos (1778-1854) |                     | Propriétaire du château et maire de Tibiran-Jaunac                                            |
| 1836    | 1848                      | Maxime Vaqué (1798-1877)                      | Conservateur        | Avocat, juge de paix Conseiller municipal de Bagnères-de-Bigorre, conseiller d'arrondissement |
| 1848    | 1852                      | Jean-François Porterie (1805-1882)            | Bonapartiste        | Négociant, maire de La Barthe-de-Neste                                                        |
| 1852    | 1858                      | Jean Alexis Grenier (1804-1878)               | Conservateur        | Avocat, expert, suppléant du juge de paix, Hèches                                             |
| 1858    | 1867                      | Jean-François Porterie                        | Bonapartiste        | Négociant, maire de La Barthe-de-Neste                                                        |
| 1867    | 1871                      | Jean Alexis Grenier                           | Conservateur        | Avocat, expert, suppléant du juge de paix, Hèches                                             |
| 1871    | 1872 (démission)          | Jules Porterie                                | SE                  | Juge de paix à Lannemezan                                                                     |
| 1872    | 1875 (décès)              | François Ducuing                              | Centre gauche       | Journaliste Député (1871-1875)                                                                |
| 1875    | 1877                      | Dominique Montagnan                           | Républicain modéré  | Propriétaire, maire de Hèches                                                                 |
| 1877    | 1883                      | Benjamin Barbé                                | Droite Bonapartiste | Journaliste et poète Propriétaire à Capvern et à Lannemezan (Château de Peyrehicade)          |
| 1883    | 1889                      | Dominique Montagnan                           | Républicain modéré  | Propriétaire, maire de Hèches                                                                 |
| 1889    | 1895                      | Maurice Montagnan (fils du précédent)         | Républicain Libéral | Propriétaire, maire de Bordères-près-Tarbes                                                   |
| 1895    | 1907 (décès)              | Frédéric Ozun                                 | Rad.                | Avocat, journaliste Propriétaire à Hèches Député (1902-1906)                                  |
| 1907    | 1913                      | Paul Lavit                                    | Rad.                | Notaire Maire de La Barthe-de-Neste (1890-1896) puis maire d'Espèche (1903-1908)              |
| 1913    | 1941 (démission d'office) | Félix Bazerque                                | Républicain         | Notaire à La Barthe-de-Neste Révoqué par le Gouvernement de Vichy                             |
|         |                           |                                               |                     |                                                                                               |
| 1943    | 1945                      | Armand Vidailhet                              | ?                   | Maire d'Avezac-Prat Nommé conseiller départemental en 1943                                    |
|         |                           |                                               |                     |                                                                                               |
| 1945    | 1975 (décès)              | Antoine Corrège                               | Rad. puis MRG       | Cultivateur et négociant Maire de la Barthe-de-Neste                                          |
| 1975    | 1980 (décès)              | Louis Fourquet                                | DVD                 | Médecin Maire de la Barthe-de-Neste                                                           |
| 1980    | 1994                      | Jean Fourquet fils du précédent               | MRG                 | Conseiller municipal de la Barthe-de-Neste                                                    |
| 1994    | 2015                      | Maurice Loudet                                | PS                  | Contrôleur des Travaux publics Maire de la Barthe-de-Neste                                    |

sources : Les conseillers généraux des Hautes-Pyrénées 1800-2007, dictionnaire biographique, Archives départementales de Tarbes